# Doffe ereprijs
Doffe ereprijs (Veronica opaca) is een eenjarige plant die behoort tot de weegbreefamilie (Plantaginaceae).
De soort komt voor in Scandinavië en Midden-Europa. De soort staat op de Nederlandse Rode lijst van planten als zeldzaam en matig afgenomen.

## Kenmerken
De plant wordt 15 tot 30 cm hoog. De donkerblauwe bloemen bloeien van april tot in de herfst. De vrucht is een doosvrucht.
Doffe ereprijs komt voor vochtige en zeer voedselrijke grond. Vaak op kleigrond, akkers en in moestuinen.